# Klára Jarunková
Klára Jarunková (rozená Chudíková) (28. dubna 1922 Červená Skala – 11. července 2005 v Bratislavě ) byla slovenská prozaička a autorka knih pro děti a mládež.

## Životopis
Narodila se v rodině poštovního úředníka, její otec se později stal správcem horské chaty v Nízkých Tatrách. Vzdělání získala na dívčím gymnáziu v Banské Bystrici, kde také v roce 1940 maturovala. Při zaměstnání pak začala studovat slovenštinu a filozofii na Filozofické fakultě Univerzity Komenského v Bratislavě, avšak toto studium nikdy nedokončila. Začala pracovat jako učitelka, později byla zaměstnána na bratislavské radnici, v Československém rozhlase a nakonec se usadila v redakci časopisu Roháč.

## Tvorba
V roce 1953 začala psát pro rozhlas a později i pro časopis Roháč a pro další časopisy a deníky. První kniha jí však vyšla až v roce 1960. Její přístup k dětské literatuře byl v té době nezvyklý – příběhy podávala z pohledu dítěte a psala je v první osobě, čímž dávala dětem možnost lépe se vcítit do děje a ztotožnit se s ním. Kromě pohádek psala i dívčí romány a umělecko-naučnou a cestopisnou literaturu. Díla jako Jediná a Bratr mlčenlivého Vlka se díky sedmdesáti překladům stala součástí zlatého fondu světové literatury pro děti a mládež. Její díla jsou přeložena do téměř 40 jazyků.

## Ocenění
- 1961 – Cena výboru Slovenského literárního fondu
- 1970 – zápis knihy Brat mlčanlivého vlka na Čestnou listinu IBBY
- 1975 – cena Fraňa Krále za tvorbu pro děti a mládež
- 1976 – italská národní cena Bancarellino nationale Italiana
- 1979 – zápis na Mimořádnou čestnou listinu Hanse Christiana Andersena
- 1980 – titul zasloužilá umělkyně
- 1996 – Pribinův řád 1. třídy
- 2004 – Řád Ľudovíta Štúra 1. třídy
- kromě toho byla též nominována na Nobelovu cenu za literaturu a na cenu Astrid Lindgrenové

## Dílo
- Seznam děl v Souborném katalogu ČR, jejichž autorem nebo tématem je Klára Jarunková
- 1960 – Hrdinský zápisník, příběhy školáků
- 1961 – Černá hodinka plná divů a fantazie
- 1962 – Děti slunce
- 1963 – Jediná, dívčí román
- 1963 – Zlatá síť
- 1964 – O jazýčku, který nechtěl mluvit, pohádky o prvňáčcích
- 1967 – Bratr mlčenlivého Vlka
- 1968 – Mstitel, novela
- 1972 – Pár kroků po Brazílii, cestopis
- 1974 – Tulák, novela
- 1974 – O psovi, který měl chlapce, pohádky pro nejmenší
- 1977 – Tiché bouřky, román se zážitky z dětství
- 1978 – O Tomášovi, který se nebál tmy
- 1978 – Horehronský talisman, paměti autorčina otce Júlia Chudíka
- 1978 – Setkání s nezvěstným
- 1979 – Černý slunovrat, román z období SNP
- 1979 – Obrázky z ostrova
- 1980 – Kde bylo, tam bylo, texty k obrázkové knížce Dany Zacharové
- 1983 – O ptáčkovi, který znal tajemství
- 1984 – O děvčátku, které šlo hledat pohádku
- 1986 – Pohádky
- 1989 – Dědeček a vlk
- 1993 – Nízká oblačnost